# Плаза (Северна Дакота)
Плаза (енгл. Plaza) град је у америчкој савезној држави Северна Дакота.

## Демографија
По попису из 2010. године број становника је 171, што је 4 (2,4%) становника више него 2000. године.
| Група             | 2000.       | 2010.       |
| Белци             | 152 (91,0%) | 157 (91,8%) |
| Афроамериканци    | 0 (0,0%)    | 0 (0,0%)    |
| Азијати           | 1 (0,6%)    | 0 (0,0%)    |
| Хиспаноамериканци | 0 (0,0%)    | 11 (6,4%)   |
| Укупно            | 167         | 171         |